# Avatar: Istota wody
Avatar: Istota wody (ang. Avatar: The Way of Water) – amerykański film przygodowy science-fiction, produkcji 20th Century Studios. Jego reżyserem jest James Cameron, który napisał scenariusz wraz z Joshem Friedmanem, Amandą Silver, Rickiem Jaffą oraz Shane’em Salerno. Sequel filmu Avatar z 2009 roku, najbardziej dochodowego filmu wszech czasów. W rolach głównych wystąpili Sam Worthington, Zoe Saldaña, Sigourney Weaver, Stephen Lang, Cliff Curtis, Joel David Moore, CCH Pounder, Edie Falco, Jemaine Clement, Giovanni Ribisi i Kate Winslet.

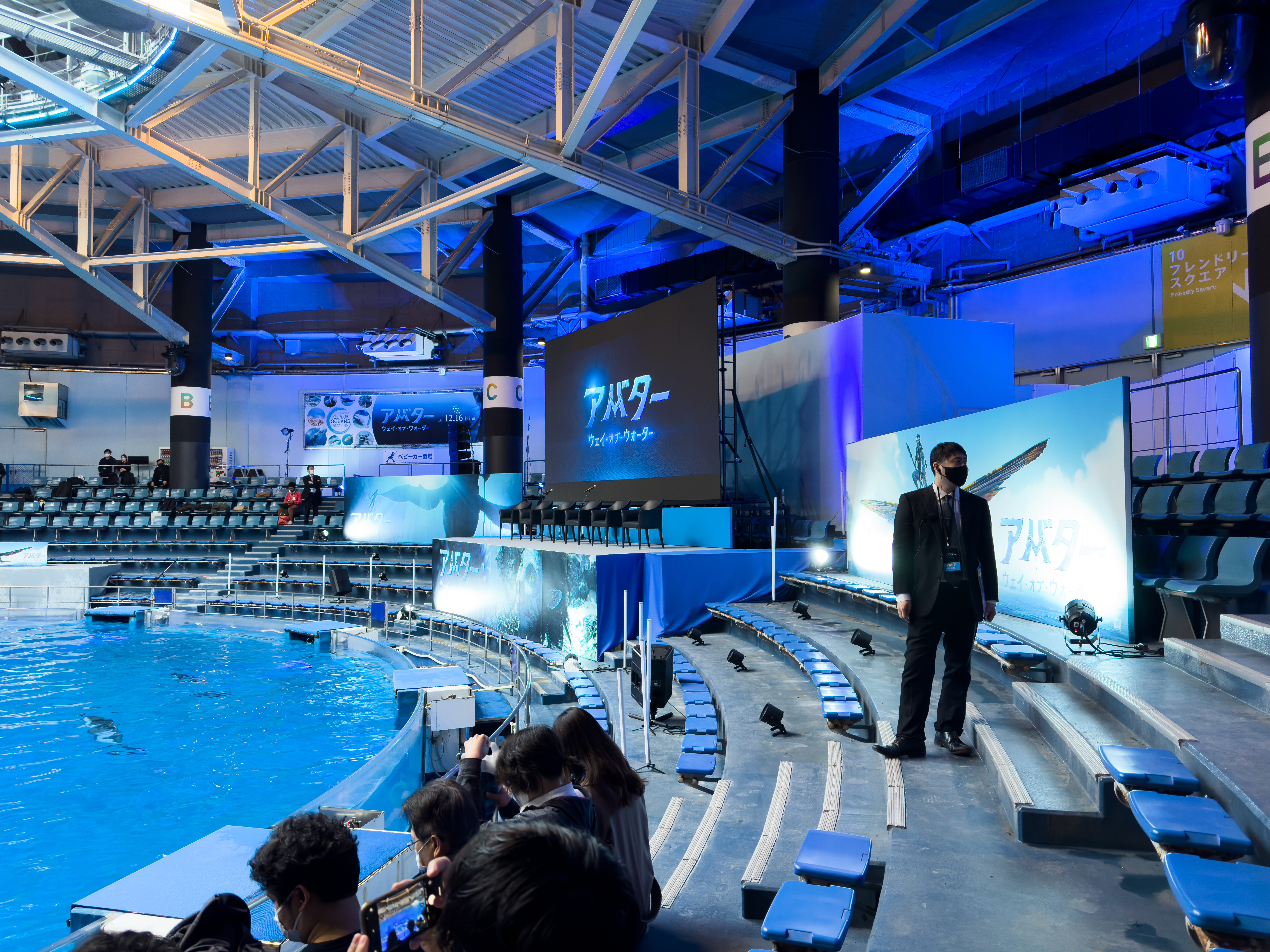

Światowa premiera filmu miała miejsce 6 grudnia 2022, a w kinach w Polsce i USA pojawił się dziesięć dni później. Otrzymał pozytywne recenzje od krytyków. Film zarobił na całym świecie 2,32 miliarda dolarów, stając się najbardziej dochodowym filmem 2022 roku i trzecim co do wielkości najbardziej dochodowym filmem wszech czasów. Produkcja otrzymała cztery nominacje do Nagrody Akademii Filmowej, zwyciężając w kategorii „najlepsze efekty specjalne”.

## Streszczenie fabuły
Ponad dekadę po tym, jak Na’vi odparli inwazję ludzi na Pandorę, Jake Sully żyje jako wódz klanu Omaticaya i wychowuje dzieci wraz z Neytiri. Ma dwóch synów, Neteyama i Lo’aka, a także córkę Tuk i adoptowaną córkę Kiri, urodzoną z awatara dr Grace Augustine. Z dziećmi Sullych przyjaźni się także ludzki chłopiec o przezwisku Pająk, będący synem pułkownika Milesa Quaritcha. Pająk urodził się na Pandorze, jednakże ze względu na młody wiek nie mógł zostać przetransportowany w kriostazie na Ziemię. Ku przerażeniu Na’vi, ludzie wracają na Pandorę i budują nową bazę operacyjną o nazwie Bridgehead City, aby przygotować Pandorę do kolonizacji, ponieważ Ziemia umiera. Wśród nowo przybyłych są rekombinanci, których wspomnienia zostały wszczepione w awatary Na’vi. Ich przywódcą jest pułkownik Miles Quaritch.
Podczas jednej z misji, Quaritch i jego armia przechwytują dzieci Sully’ego. Jake i Neytiri przybywają i uwalniają ich, ale Pająk zostaje zabrany przez Quaritcha, który rozpoznaje w nim swojego syna. Postanawia spędzić z nim trochę czasu, aby przyciągnąć go na swoją stronę. Ten z kolei uczy Quaritcha kultury i języka Na’vi. W celu zapewnienia bezpieczeństwa rodzinie, Jake zabiera ich do siedziby klanu Metkayina na wschodnim wybrzeżu Pandory, gdzie otrzymują schronienie. Rodzina uczy się tamtejszych sposobów życia, Kiri rozwija duchową więź z morzem i jego stworzeniami, a Lo’ak zaprzyjaźnia się z Tsireyą, córką przywódcy klanu Tonowari i jego żony Ronal.
Lo’ak wdaje się w bójkę z bratem Tsireyi, Ao’nungiem. Kiedy wraca, aby go przeprosić, Ao’nung i jego przyjaciele zabierają go na wycieczkę do terytorium niebezpiecznego drapieżnika morskiego i zostawią. Lo’ak zostaje uratowany przez Payakana – jednego z  tulkunów, inteligentnych waleni, które Metkayina uważa za swoją duchową rodzinę. Po powrocie, Lo’ak bierze winę na siebie, zdobywając uznanie Ao’nunga, który mówi, że Payakan jest wyrzutkiem wśród swojego gatunku. Podczas wycieczki do drzewa dusz klanu Metkayina, Kiri łączy się z nim, aby spotkać się z matką, ale nagle dostaje ataku epilepsji. Zostaje uleczona przez Ronal, ale przez to, że Jake wzywa wcześniej na pomoc Norma Spellmana i Maxa Patela, Quaritch jest w stanie ich wytropić. Quaritch przybywa wraz z Pająkiem i zaczyna wypytywać rdzennych mieszkańców o lokalizację Jake’a. Następnie postanawia zabić tulkuny w celu wywabienia Jake’a. Lo’ak łączy się z Payakanem i dowiaduje się, że został wydalony, ponieważ zaatakował wielorybników, którzy zabili jego matkę.
Kiedy Metkayina dowiadują się o zabójstwie tulkunów, Lo’ak wyrusza ostrzec Payakana, a za nim spieszy jego rodzeństwo, Tsireya, Ao’nung i Rotxo. Gdy znajdują Payakana, jest on ścigany przez wielorybników, a Lo’ak, Tsireya i Tuk zostają schwytani przez Quaritcha. Dowiedziawszy się o tym, Jake, Neytiri i klan Metkayina ruszają do walki z ludźmi nieba. Quaritch zmusza Jake’a do poddania się, ale na widok Lo’aka w niebezpieczeństwie, Payakan atakuje wielorybników. Powoduje to walkę, w czasie której ginie większość załogi i statek zostaje krytycznie uszkodzony, przez co tonie. Neteyam ratuje Lo’aka, Tsireyę i Pająka, ale zostaje śmiertelnie postrzelony. Jake staje przed Quaritchem, który bierze Kiri jako zakładnika. Kiedy Neytiri robi to samo z Pająkiem, Quaritch ostatecznie puszcza Kiri.
Jake, Quaritch, Neytiri i Tuk zostają uwięzieni wewnątrz tonącego statku. Jake dusi Quaritcha do nieprzytomności i zostaje uratowany przez Lo’aka i Payakana, natomiast Kiri przywołuje stworzenia morskie, aby pomogły jej uratować Neytiri i Tuk. Pająk znajduje i ratuje Quaritcha, ale zostawia go i dołącza do rodziny Jake’a. Po pogrzebie Neteyama, Jake informuje Tonowari i Ronal o swojej decyzji o opuszczeniu klanu Metkayina. Tonowari jednak uznaje go za członka klanu i prosi jego rodzinę o pozostanie. Ci zgadzają się na to, a Jake przysięga nadal walczyć z najeźdźcami.

## Obsada

### Na’vi
- Sam Worthington jako Jake Sully[18]
- Zoe Saldaña jako Neytiri[19]
- Sigourney Weaver jako Kiri[20]
- Kate Winslet jako Ronal[21]
- Cliff Curtis jako Tonowari[22]
- Jamie Flatters jako Neteyam[23][24]
- Britain Dalton jako Lo’ak[23][24]
- Trinity Jo-Li Bliss jako Tuktirey[23][24]
- Bailey Bass jako Tsireya[23][24]
- Filip Geljo jako Aonung[23][24]
- Duane Evans Jr. jako Rotxo[23][24]
- CCH Pounder jako Mo’at[25]
- CJ Jones jako bezimienny tłumacz Metkayina[26][27].

### Ludzie
- Jack Champion jako Miles „Pająk” Socorro[28][23][24]
- Joel David Moore jako dr Norm Spellman[29]
- Dileep Rao jako dr Max Patel[30]
- Edie Falco jako generał Ardmore[31]
- Jemaine Clement jako dr Ian Garvin[32]
- Giovanni Ribisi jako Parker Selfridge[33]

### Rekombinanci
- Stephen Lang jako pułkownik Miles Quaritch[34]
- Matt Gerald jako kapral Lyle Wainfleet[35]
- Alicia Vela-Bailey jako Zdinarsk[36]

## Produkcja

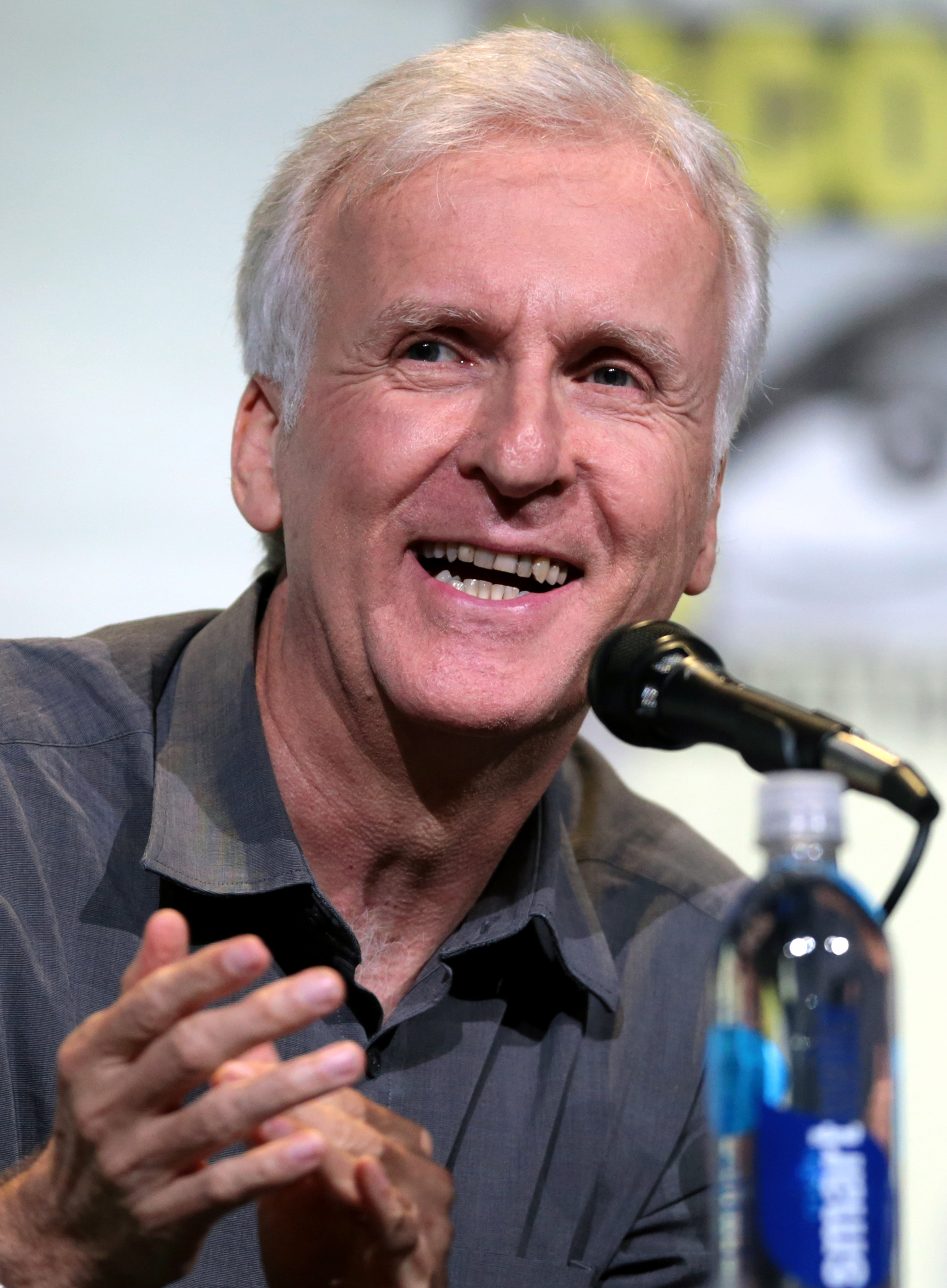
James Cameron – reżyser filmu

### Rozwój projektu
Kilka lat przed premierą filmu Avatar w 2006 roku reżyser James Cameron ogłosił, że jeśli odniesie on sukces, to ma w planach dwie kontynuacje filmu, a miesiąc po premierze w 2010 roku potwierdził, że tak będzie. Początkowo część druga i trzecia zapowiadane były kolejno na 2014 i 2015 rok. W 2011 roku reżyser powiedział, że chciałby, aby film powstał z większą liczbą klatek na sekundę niż standardowe 24, aby dodać mu więcej realizmu. W grudniu 2013 poinformowano, że zarówno część druga, jak i trzecia będą kręcone w Nowej Zelandii.

### Scenariusz
W trzecim kwartale 2013 roku ogłoszono scenarzystów kontynuacji. Byli to Josh Friedman, Amanda Silver oraz Shane Salerno, a powierzono im odpowiednio pierwszy, drugi i trzeci sequel. Sam reżyser zdradził, że chociaż Friedman, Silver i Salerno pracują każdy nad swoim sequelem, to początkowo razem z nim pisali scenariusz do wszystkich trzech. Pierwotnie zakładał, że skończy pisanie w ciągu sześciu tygodni, jednak proces ten znacznie się przedłużył, co spowodowało opóźnienia w premierze.
11 lutego 2017 Cameron potwierdził, że scenariusze do trzech sequeli zostały ukończone. Zajęło to w sumie prawie cztery lata.

### Casting
W styczniu 2010 ogłoszono, że w sequelu pojawią się Sam Worthington i Zoe Saldaña, a kilka miesięcy później potwierdzono udział Sigourney Weaver oraz Stephena Langa, pomimo śmierci ich postaci. Cameron stwierdził, że Weaver pojawi się jednak w sequelach jako Grace Augustine. W marcu 2015 Weaver powiedziała jednak, że w następnym filmie zagra inną postać, a we wrześniu tego samego roku Michelle Rodriguez oświadczyła, że w przeciwieństwie do Weaver i Lang, których postaci również zginęły w pierwszym filmie, nie wróci w Avatarze 2.
W 2017 potwierdzono, że CCH Pounder, Joel David Moore oraz Matt Gerald powrócą do swoich ról w filmie. Ogłoszono również nowych członków obsady, w tym m.in. Oone Chaplin oraz Cliffa Curtisa.
W filmie pojawią się ponadto postaci grane przez dzieci i nastolatków. Cameron ujawnił, że aktorzy dziecięcy byli szkoleni przez sześć miesięcy w celu nakręcenia scen podwodnych i umiejętności długiego wstrzymywania oddechu.
Na początku października 2017 ogłoszono, że w filmie pojawi się również Kate Winslet, która grała główną rolę w innym filmie Camerona – Titanic. Sam reżyser stwierdził, że przez 20 lat chcieli stworzyć coś razem, ujawnił też, że jej postać nazywać się będzie Ronal.
Tego samego miesiąca potwierdzono również, że Giovanni Ribisi powtórzy swoją rolę we wszystkich nadchodzących sequelach. W styczniu 2018 ogłoszono, że Dileep Rao powróci jako Max Patel. Rok później potwierdzono, że w filmie pojawią się Edie Falco, Brendan Cowell i Michelle Yeoh. Na początku kwietnia 2019 Vin Diesel ujawnił, że pojawi się w kontynuacji pierwszej części, jednak nie zdradził w której. W październiku 2022 ujawniono, że Yeoh pojawi się jednak w kolejnych sequelach.

### Zdjęcia
Główne zdjęcia do filmu rozpoczęły się we wrześniu 2017 w Manhattan Beach w Kalifornii. W listopadzie tego samego roku Cameron oświadczył, że przez ostatnie kilka dni ekipa przechodziła szkolenia, aby filmować sceny podwodne oraz że sfilmowano już jedną z nich z udziałem aktorów dziecięcych. Powiedział, że szkolenia potrwają do stycznia 2018, a do tego czasu kręcić będą w małych zbiornikach wodnych.
Wiosną 2019, kręcono w Nowej Zelandii. W marcu 2020 produkcja została wstrzymana, z powodu pandemii COVID-19. Na plan powrócono pod koniec maja tego samego roku, jednak po przybyciu ekipy na plan musieli oni odbyć 14. dniową kwarantannę. Była to pierwsza produkcja, która powróciła na plan po ograniczeniach, związanych z pandemią.
We wrześniu 2020, reżyser ogłosił, że zdjęcia do Avatara 2 zostały ukończone, a do Avatara 3 w 95%.

### Efekty wizualne
Pod koniec lipca 2017 ogłoszono, że pracą nad efektami przy sequelach Avatara zajmie się Weta Digital. Potwierdzono też, że film będzie zawierał sceny podwodne, kręcone techniką przechwytywania ruchu. Opracowanie nowego sposobu kręcenia, który łączy przechwytywanie ruchu i nagrywanie pod wodą zajęło ekipie półtora roku, ponieważ nigdy wcześniej coś takiego nie było robione.
W filmie zastosowano też wiele innowacyjnych rozwiązań, w porównaniu z pierwszym filmem, jak na przykład filmowanie twarzy kamerą HD, czy użycie dwóch marionetek zamiast jednej. Cameron stwierdził też, że istnieje możliwość pokazania filmu w 3D bez użycia specjalnych okularów, choć nie jest to jeszcze pewne.

## Muzyka
W grudniu 2019 poinformowano, że muzyką w sequelach zajmie się Simon Franglen. Pierwotnie muzykę do kilku następnych części miał skomponować znany z opracowania ścieżki dźwiękowej do pierwszej części Avatara James Horner, jednak zginął on w katastrofie lotniczej w 2015 roku.

## Marketing
Pod koniec kwietnia 2022 poinformowano, że pełny tytuł filmu to Avatar: Istota wody.

## Wydanie
Światowa premiera filmu miała miejsce 6 grudnia 2022 w Londynie, a dla szerszej publiczności zadebiutował 16 grudnia 2022. Film ukaże się w formatach RealD 3D, Dolby Cinema, IMAX i IMAX 3D.

## Odbiór

### Box office
Budżet filmu jest szacowany na 350–460 milionów dolarów. W weekend otwarcia Avatar: Istota wody zarobił w Stanach Zjednoczonych i Kanadzie ponad 134 mln USD. W innych krajach przychody w tym okresie wyniosły równowartość niecałych 308 mln, a łączny przychód z biletów blisko 442 miliony dolarów, co jest jedenastym co do wielkości wynikiem wszech czasów i trzecim co do wielkości od czasu wybuchu pandemii COVID-19, za Spider-Man: Bez drogi do domu (601 milionów dolarów) oraz Doktor Strange w multiwersum obłędu (452,4 miliona dolarów). Do 26 maja 2023 roku Avatar: Istota wody zarobił 684 miliony dolarów w Stanach Zjednoczonych i Kanadzie oraz 1,636 miliardów dolarów na innych terytoriach, co daje łącznie 2,320 miliardów dolarów. Produkcja stała się najlepiej zarabiającym filmem 2022 roku i trzecim co do wielkości najbardziej dochodowym filmem wszech czasów. James Cameron oszacował, że ze względu na niemal rekordowy budżet filmu, musiałby on znaleźć się w pierwszej ósemce najlepiej zarabiających filmów w historii, aby osiągnąć próg rentowności.

### Krytyka w mediach
Film spotkał się z pozytywnym przyjęciem krytyków chwalących jego stronę wizualną, lecz krytykujących fabułę i postaci. W agregatorze recenzji Rotten Tomatoes 76% z 431 recenzji uznano za pozytywne, a średnia ocen wystawionych na ich podstawie wyniosła 7,10. Z kolei w agregatorze Metacritic średnia ważona ocen z 68 recenzji wyniosła 67 punktów na 100. Natomiast według serwisu CinemaScore, zajmującego się mierzeniem atrakcyjności filmów w Stanach Zjednoczonych, publiczność przyznała mu ocenę A w skali od F do A+. W badaniu przeprowadzonym przez konkurencyjny PostTrak 91% widowni przyznała pozytywną ocenę, 82% publiczności „zdecydowanie poleca” film.

## Kontynuacje
W 2012 roku Cameron po raz pierwszy wspomniał o możliwości powstania czwartej części Avatara. Wiadomość ta została oficjalnie potwierdzona w następnym roku. Cameron planował wtedy opublikować Avatar 2 w 2015 roku, lecz w 2013 roku premiera została przełożona na grudzień 2016, a następne dwa sequele na 2017 i 2018 rok. W styczniu 2015 zaplanowane daty premiery sequeli zostały opóźnione o kolejny rok. W następnym miesiącu studio Fox ogłosiło dalsze opóźnienie. W kwietniu 2016 roku Cameron ogłosił na CinemaCon, że pojawią się cztery sequele Avatara i wszystkie będą kręcone jednocześnie, z datami premiery odpowiednio w grudniu 2018, 2020, 2022 i 2023 roku.
W kwietniu 2017 ogłoszono nowe daty premiery wszystkich czterech sequeli: 18 grudnia 2020 dla Avatara 2, 17 grudnia 2021 dla Avatara 3, 20 grudnia 2024 dla Avatara 4 i 19 grudnia 2025 dla Avatara 5. W maju 2019 doniesiono jednak, że premiery zostały ponownie opóźnione. Avatar 2 ukaże się w grudniu 2021, Avatar 3 w grudniu 2023, Avatar 4 w grudniu 2025. W sierpniu 2020 roku, wypuszczenie pierwszego sequela ponownie przesunięto na 16 grudnia 2022, drugiego na 20 grudnia 2024, trzeciego na 18 grudnia 2026, a 22 grudnia 2028 do kin ma trafić Avatar 5. Cameron wspomniał też o możliwości nakręcenia części 6 i 7.
W sequelach mają pojawić się nawiązania do gry Avatar Flight of Passage.